# Лодзка митрополия
Лодзката митрополия (на полски: Metropolia łódzka) е една от 14-те църковни провинции на католическата църква в Полша. Установена е на 24 февруари 2004 година с булата „Spiritale emolumentum“ на папа Йоан-Павел II. Обхваща две епархии. 
Заема площ от 11 006 км2 и има 1 934 260 верни.

## Епархии
В състава на митрополията влизат епархиите с центрове Лодз и Лович.
- Лодзка архиепархия – архиепископ митрополит Гжегож Риш
- Ловичка епархия – епископ Анджей Джуба

## Фотогалерия
- Базилика „Св. Станислав Костка“, катедрален храм на Лодзката архиепархия
- Базилика „Успение Богородично и Свети Николай“, катедрален храм на Ловичката епархия